# Episodi di Reno 911! (quarta stagione)
La quarta stagione della serie televisiva Reno 911!, composta da 14 episodi, è stata trasmessa negli Stati Uniti, da Comedy Central, dal 9 luglio 2006 al 13 maggio 2007.
In Italia la stagione è stata trasmessa su Comedy Central dal 15 luglio 2007.
| nº | Titolo originale                        | Titolo italiano            | Prima TV USA   | Prima TV Italia |
| -- | --------------------------------------- | -------------------------- | -------------- | --------------- |
| 1  | Wiegel's Pregnant                       |                            | 9 luglio 2006  |                 |
| 2  | The Junior Brothers                     | I fratelli Junior          | 16 luglio 2006 |                 |
| 3  | Jet Ski Blues                           |                            | 23 luglio 2006 |                 |
| 4  | Rick's on It                            |                            | 30 luglio 2006 |                 |
| 5  | Spanish Mike Returns                    | Il ritorno di Spanish Mike | 6 agosto 2006  |                 |
| 6  | Son of a Chechekevitch                  |                            | 13 agosto 2006 |                 |
| 7  | The Investigation Continues             |                            | 27 agosto 2006 |                 |
| 8  | The Department Gets a Corporate Sponsor | Uno sponsor per la polizia | 1º aprile 2007 |                 |
| 9  | Christian Singles Mixer                 |                            | 8 aprile 2007  |                 |
| 10 | Proposition C                           | La proposta C              | 15 aprile 2007 |                 |
| 11 | Reno Mounties                           | I cavalieri di Reno        | 22 aprile 2007 |                 |
| 12 | Hodgepodge                              |                            | 29 aprile 2007 |                 |
| 13 | Ex-Wife and Her New Husband             |                            | 6 maggio 2007  |                 |
| 14 | Dangle's Wedding                        |                            | 13 maggio 2007 |                 |